# HD 187372
HD 187372，又名BD+47 2916，SAO 48842、HR 7547，是一颗恒星，视星等为6.12，位于銀經81.4，銀緯11.19，其B1900.0坐标为赤經19h 44m 31.4s，赤緯+47° 11.19′ 36″。